# Sainte-Marie, Gers
 Sainte-Marie  là một xã của tỉnh Gers, thuộc vùng Occitanie, tây nam nước Pháp.